# Pomnik Powstańców Śląskich w Wodzisławiu Śląskim
Pomnik Powstańców Śląskich w Wodzisławiu Śląskim – pomnik upamiętniający trzy wystąpienia zbrojne ludności śląskiej przeciwko władzom niemieckim, określane jako powstania śląskie, mające na celu wywalczenie przyłączenia Górnego Śląska do Polski.

## Lokalizacja
Znajduje się w centrum miasta, na wodzisławskim Placu Wojciecha Korfantego w pobliżu zabytkowego zespołu klasztornego franciszkanów oraz rynku.

## Historia
Pomnik wybudowano w 1975. Z kilku projektów wybrano ten autorstwa Jerzego Kwiatkowskiego. Pomnik wykonał on wspólnie z Henrykiem Piechaczkiem i Teresą Michałowską. Otoczenie zaprojektował Mieczysław Król. Od tego czasu przed monumentem odbywają się najważniejsze wydarzenia patriotyczne i obchody świąt narodowych 3 maja i 11 listopada organizowane przez lokalne władze. Sfinansowanie budowy tak okazałego pomnika nastręczało problemów ze względu na wysoki koszt. Ówczesny wojewoda katowicki gen. Jerzy Ziętek na prośbę komitetu fundacyjnego pomnika dofinansował przedsięwzięcie. W mieście wydano również specjalne „cegiełki”.
W 2017 wieniec przed pomnikiem powstańców śląskich w Wodzisławiu złożył prezydent RP Andrzej Duda, pierwszy w historii urzędujący prezydent Polski odwiedzający to miasto.

## Opis
Jest to jeden z największych pomników poświęconych powstaniom śląskim jaki powstał w Polsce. Pomnik ma formę postaci powstańców śląskich maszerujących w zrywie powstańczym symbolizującym trzy powstania śląskie z lat 1919–1921.
Na monumencie widnieją daty trzech powstań śląskich 1919–1920–1921 oraz nazwy miejscowości – pól bitewnych i ważniejszych miejsc starć powstańców śląskich z Niemcami na terenie ziemi wodzisławskiej. Wymienione są pary miejscowości: Wodzisław – Jastrzębie, Pszów – Radlin, Godów – Gołkowice, Olza – Odra.
Obok znajduje się również tablica: W hołdzie mieszkańcom Ziemi Wodzisławskiej walczącym o odzyskanie niepodległości Polski, uczestnikom ruchu oporu w kraju i za granicą, więźniom hitlerowskich obozów koncentracyjnych i stalinowskich łagrów, pomordowanym i represjonowanym w okresie PRL – społeczeństwo.